# Сюяярви
Сюяярви — озеро на территории Паданского сельского поселения Медвежьегорского района Республики Карелии.

## Общие сведения
Площадь озера — 1,7 км². Располагается на высоте 131,0 метров над уровнем моря.
Форма озера лопастная, продолговатая: вытянуто с северо-запада на юго-восток. Берега каменисто-песчаные, местами заболоченные.
Из юго-восточной оконечности озера вытекает безымянный водоток, втекающий с левого берега в ручей, соединяющий озёра Куйваярви и Тухкозеро. Из последнего вытекает ручей, впадающий в Сяргозеро, которое протокой соединяется с Сонозером, через которое течёт река Волома, впадающая в Сегозеро.
Ближе к юго-восточной оконечности озера расположен один относительно небольшой по площади остров без названия.
Вдоль юго-западного берега озера проходит просёлочная дорога, соединяющая населённые пункты — посёлок Шалговаару и деревню Шалговаару и ответвляющаяся от дороги местного значения 86К-165 («Чёбино — Паданы — Шалговаара — Маслозеро»).
Код объекта в государственном водном реестре — 02020001111102000007789.